# ニュージーランドウズラ
ニュージーランドウズラ (新西蘭鶉、Coturnix novaezelandiae)は、キジ目キジ科に分類される鳥類の一種。1875年に絶滅。

## 分布
絶滅以前はニュージーランドに生息していた。